# Triester Partisanenchor Pinko Tomažič

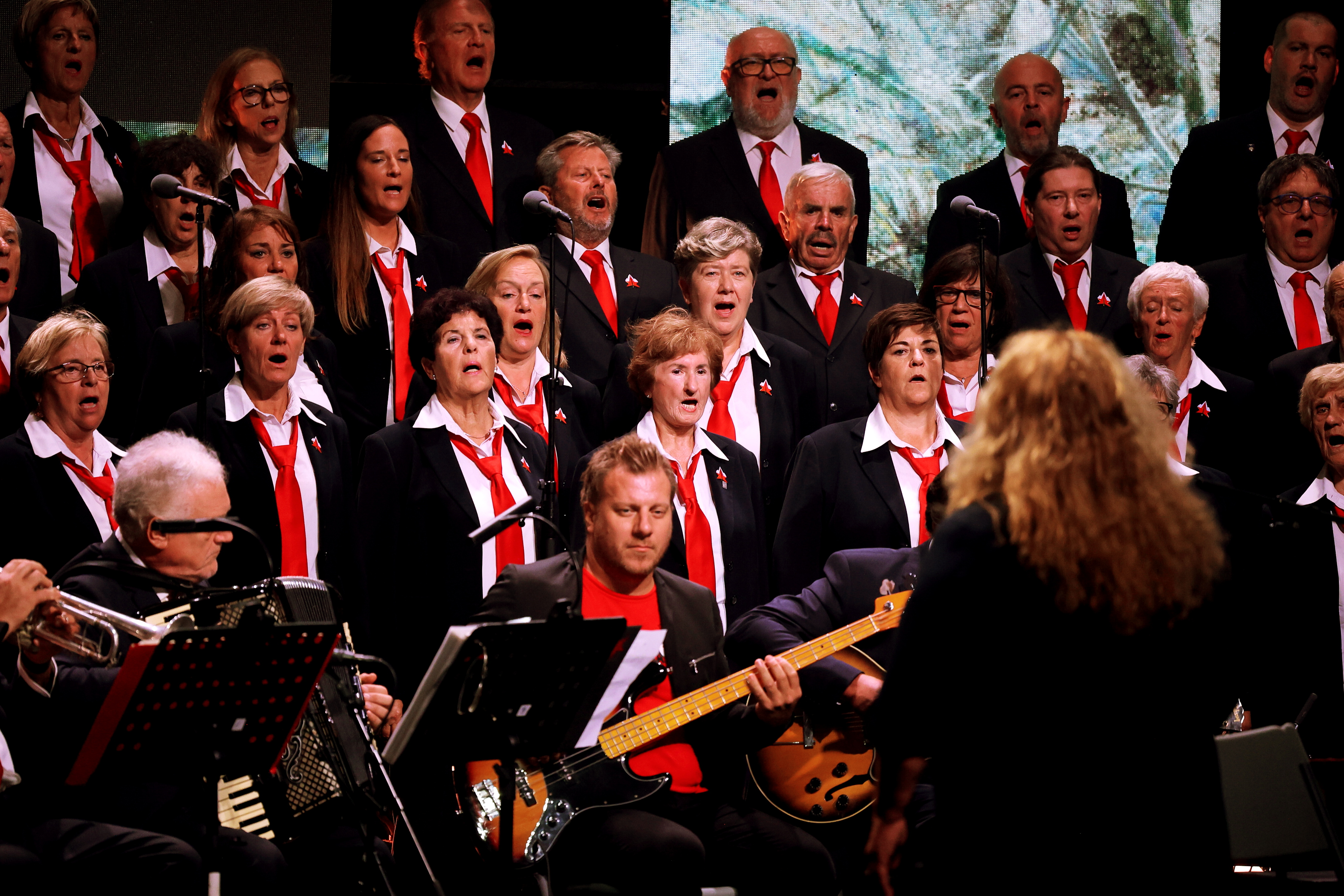
Der Chor bei der nationalen Gedenkfeier 2022 zur Rückeroberung der Primorska

Der Triester Partisanenchor Pinko Tomažič (Slowenisch: Tržaški partizanski pevski zbor Pinko Tomažič, Italienisch: Coro Partigiano Triestino Pinko Tomažič) ist ein Chor aus Triest/Trst, der vor allem slowenische Partisanenlieder vorträgt.
Der Chor ist nach Pinko Tomažič (Josip Tomažič-Pino) benannt, einem slowenischen Kommunisten und Volkshelden, der 1915 in Triest geboren wurde, im Kampf gegen den Faschismus aktiv war, 1940 verhaftet, 1941 von einem Sondertribunal zum Tod verurteilt und in Opicina/Opčine erschossen wurde.
Der Chor wurde 1972 in Bazovica/Basovizza bei Triest auf Initiative ehemaliger Partisanen gegründet und ist ein wichtiges kulturelles Element der slowenischen Bevölkerungsgruppe in Italien. Mit etwa achtzig Mitgliedern des Chors und des Orchesters ist er auch der größte slowenische Partisanenchor.
Der Chor wurde von Oskar Kjuder gegründet und die meiste Zeit seines Bestehens von ihm geleitet; heute wird er von Pija Cah geleitet. Der Chor hat über 1000 Konzerte in den Ländern des ehemaligen Jugoslawien, der Sowjetunion, Italien und Österreich gegeben. Er ist einmal in Anwesenheit des jugoslawischen Präsidenten Josip Broz Tito (in Brdo pri Kranju) und einmal in Anwesenheit des italienischen Präsidenten Sandro Pertini (in Piancavallo) aufgetreten. Aufgrund besonderer Umstände trat er auch zweimal in einer Kirche auf.
Der Chor singt ein Repertoire von Widerstands- und Arbeiterliedern, antifaschistische Lieder und Freiheitslieder verschiedener Nationen. Er singt Lieder in slowenischer, italienischer, serbokroatischer, russischer, polnischer, bulgarischer, spanischer, französischer und hebräischer Sprache. In der postjugoslawischen Zeit fanden die größten Konzerte des Chores in den Jahren 2012 und 2013 statt, als er im Cankarjev dom und in der Arena Stožice auftrat.
Der Chor arbeitet mit anderen Musikgruppen, Chören und Cantautoren zusammen, darunter mit dem slowenischen Frauenchor »Kombinat« (Ženski pevski zbor Kombinat), mit dem Chor hor 29 novembar aus Wien und mit Iztok Mlakar. Im Jahr 2016 trat der Chor als Gast beim Konzert des Chores der Roten Armee in Stožice auf (gemeinsames Lied: Bella Ciao).